# Жаворонково (Бійський міський округ)
Жа́воронково (рос. Жаворонково) — село (колишнє селище) у складі Бійського міського округу Алтайського краю, Росія.

## Населення
Населення — 116 осіб (2010; 153 у 2002).
Національний склад (станом на 2002 рік):
- росіяни — 89 %